# První vláda Kazimierze Bartela
První vláda Kazimierze Bartela byla vládou Druhé Polské republiky pod vedením premiéra Kazimierze Bartela. Kabinet byl jmenován zastupujícím prezidentem Maciejem Ratajem 15. května 1926 po demisi předchozí třetí Witosovy vlády, která odstoupila v důsledku květnového převratu maršála Józefa Piłsudského. Kabinet podal demisi již tři týdny po svém jmenování 4. června 1926 v důsledku zvolení Ignacyho Moścického prezidentem. Ten ale Bartela pověřil sestavením nové vlády.
Vládu tvořily převážně osoby nespojené s žádnou politickou stranou (čtyři ze členů ale již dříve zastávali ministerské posty). Ideově se hlásil ke středu – premiér během vytváření vlády odmítl jak vůdce pravice, tak levice. Takové uspořádání pobouřilo zejména Polskou socialistickou stranu, která podpořila převrat. Piłsudski jí ale vzkázal, že se necítí být zavázán.
Den po jmenování premiér vyhlásil základní zásady své politiky. Tvrdil, že vláda se ujala moci v souladu s právem, aniž by narušila ústavní pořádek. Zároveň vyzval k zachování klidu, těžké práce a oddanosti vlasti. Slíbil odchod nekompetentních a zkorumpovaných lidí ze státních úřadů a z politického života. Za svůj morální vzor označil Piłsudského, který mu měl zároveň i radit v politických otázkách.

## Složení vlády
| Portfej                                            | Ministr / člen vlády      | Strana    | Nástup do úřadu | Odchod z úřadu |
| -------------------------------------------------- | ------------------------- | --------- | --------------- | -------------- |
| Předseda vlády a ministr železnic                  | Kazimierz Bartel          | nestraník | 15. května 1926 | 4. června 1926 |
| Ministr vnitra                                     | Kazimierz Młodzianowski   | nestraník | 15. května 1926 | 4. června 1926 |
| Ministr zahraničí                                  | August Zaleski            | nestraník | 15. května 1926 | 4. června 1926 |
| Ministr vojenství                                  | Józef Piłsudski           | nestraník | 15. května 1926 | 4. června 1926 |
| Ministr pokladu                                    | Gabriel Czechowicz        | nestraník | 15. května 1926 | 4. června 1926 |
| Ministr zemědělství a ministr zemědělských reforem | Józef Raczyński           | nestraník | 15. května 1926 | 4. června 1926 |
| Ministr průmyslu a obchodu                         | Hipolit Gliwic            | nestraník | 15. května 1926 | 4. června 1926 |
| Ministr veřejných prací                            | Witold Broniewski         | nestraník | 15. května 1926 | 4. června 1926 |
| Ministr práce a sociální péče                      | Stanisław Jurkiewicz      | nestraník | 15. května 1926 | 4. června 1926 |
| Ministr náboženství a veřejného vzdělávání         | Józef Mikułowski-Pomorski | nestraník | 15. května 1926 | 4. června 1926 |
| Ministr spravedlnosti                              | Wacław Makowski           | nestraník | 15. května 1926 | 4. června 1926 |